# Paul Bontemps
Paul Pierre Bontemps (Parigi, 16 novembre 1902 – Sèvres, 25 aprile 1981) è stato un siepista e mezzofondista francese.

## Palmarès
- Giochi olimpici

Parigi 1924: bronzo nei 3000 siepi.